# Walter Riccomi
Walter Riccomi (né le 18 janvier 1950 à Montecarlo, dans la province de Lucques, en Toscane, Italie) est un ancien coureur cycliste italien, professionnel de 1973 à 1979.

## Palmarès

### Palmarès amateur
- 1968
  - Giro del Montalbano
- 1969
  - Coppa Ricami e Confezioni Pistoiesi
  - Giro delle Colline Chiantigiane
  - 3e du Tour de Lombardie amateurs
- 1971
  - Coppa Giulio Burci
  - 2e du Trophée de la ville de Lucques
- 1972
  - Coppa Giulio Burci
  - 2e du Tour d'Italie amateurs
  - 2e du Giro delle Valli Aretine

### Palmarès professionnel
- 1973
  - 3e du Grand Prix de l'industrie et du commerce de Prato
- 1975
  - Prologue (contre-la-montre par équipes) et 1re étape du Tour méditerranéen
  - Prologue du Tour de Romandie (contre-la-montre par équipes)
  - 2e du Tour des Apennins
  - 5e du Tour de Suisse
  - 7e du Tour d'Italie
- 1976
  - Grand Prix de la ville de Camaiore
  - Grand Prix de l'industrie et du commerce de Prato
  - 2e du Tour de Romagne
  - 2e du Tour de Toscane
  - 2e du Grand Prix de l'industrie et de l'artisanat de Larciano
  - 5e du Tour de France
  - 9e du Tour d'Italie
  - 10e du Tour de Lombardie
- 1977
  - Grand Prix d'Aix-en-Provence
  - 2e du Tour du Frioul
  - 7e du Tour d'Italie
- 1978
  - 3e du Grand Prix de Prato

## Résultats sur les grands tours

### Tour de France
1 participation
- 1976 : 5e

### Tour d'Italie
7 participations
- 1973 : 24e
- 1974 : 15e
- 1975 : 7e
- 1976 : 9e
- 1977 : 7e
- 1978 : 21e
- 1979 : 46e